# Formicivora melanogaster
Formicivora melanogaster е вид птица от семейство Thamnophilidae.

## Разпространение
Видът е разпространен в Боливия, Бразилия и Парагвай.